# Trzęsienie ziemi na Sumatrze (2005)
Trzęsienie ziemi na Sumatrze (2005) – trzęsienie ziemi, jakie wystąpiło 28 marca 2005 roku u zachodnich wybrzeży Sumatry w Indonezji. Zdarzenie to było drugim tak potężnym wstrząsem sejsmicznym w tym regionie świata od pamiętnego trzęsienia ziemi w grudniu 2004 roku. Sejsmolodzy określili siłę tego zjawiska na 8,6 magnitudy. Trzęsienie wygenerowało serię fal tsunami, które na pobliskich wyspach zabiły ponad tysiąc osób.

## Zdarzenie
Trzęsienie ziemi wystąpiło o godzinie 23:09 czasu lokalnego. Jego epicentrum znajdowało się mniej więcej w połowie odległości między wyspą Nias na południu a wyspą Simeulue na północy – przy hipocentrum na głębokości trzydziestu kilometrów.
Trzęsienie odczuto na olbrzymim obszarze Azji Południowo-Wschodniej: m.in. w indonezyjskich miastach – Banda Aceh i Medan na Sumatrze; na wybrzeżach Malezji, na wyspie Phuket i w Bangkoku, w Tajlandii (IV stopień intensywności drgań w skali Mercallego-Cancaniego-Sieberga), w Singapurze, a nawet na Sri Lance i Malediwach (tam intensywność wibracji oceniono na III stopnie w skali Mercallego).
Wstrząsy spowodowały powstanie serii fal tsunami, które zniszczyły wybrzeża wyspy Simeulue (zarejestrowano trzymetrowy przybór wód) i Nias (odnotowano dwumetrowy przyrost). W regionie miast: Singkil i Meulaboh na Sumatrze, fale liczyły metr wysokości.

## Skutki
W wyniku zdarzenia, na wyspie Nias runęło około trzystu budynków – ponad tysiąc osób zginęło, trzysta odniosło obrażenia. Na wyspie Simeulue odnotowano około sto przypadków śmiertelnych. Dwieście osób zginęło na wyspie Kepulauan Banjak, zaś na samej Sumatrze – w regionie miasta Meulaboh – odnotowano trzy ofiary śmiertelne i czterdziestu rannych.
Podczas zarządzonej na wybrzeżach Sri Lanki ewakuacji, w trakcie paniki śmierć poniosło dziesięć osób. W stolicy kraju, Kolombo, fala liczyła tylko 25 cm.
Po trzęsieniu ziemi, na wielu zbiornikach w indyjskim stanie Bengal Zachodni zaobserwowano zjawisko sejszy.